# Tovhulta stormosse
Tovhulta stormosse este o arie protejată (arie specială de conservare — SAC, sit de importanță comunitară — SCI) din Suedia întinsă pe o suprafață de 60,1 ha, integral pe uscat.

## Localizare
Centrul sitului Tovhulta stormosse este situat la coordonatele 59°20′11″N 16°03′16″E / 59.3365°N 16.0544°E.

## Înființare
Situl Tovhulta stormosse a fost declarat sit de importanță comunitară în ianuarie 1998 pentru a proteja un număr necunoscut de specii din flora spontană și fauna sălbatică aflate în arealul zonei. Situl a fost protejat și ca arie specială de conservare în martie 2011.

## Biodiversitate
Situată în ecoregiunea boreală, aria protejată conține 1 habitat natural: Turbării active.
La baza desemnării sitului se află un număr nedeclarat de specii protejate.